# 鹿児島県立鹿児島南高等学校
鹿児島県立鹿児島南高等学校（かごしまけんりつ かごしまみなみこうとうがっこう）は、鹿児島県鹿児島市谷山中央八丁目にある県立高等学校。略称は『鹿南』（かなん）又は『南』(みなみ)。

## 設置学科
- 普通科
- 商業科
- 情報処理科
- 体育科

## 沿革
- 1948年3月31日 - 谷山町（当時、後の谷山市）により谷山町立谷山高等学校として設立される[1]。
- 1954年7月7日 - 4月1日にさかのぼり県立移管。
- 1956年4月1日 - 鹿児島県立谷山高等学校と改称[1]。
- 1968年4月1日 - 鹿児島県立鹿児島南高等学校と改称。
- 1968年11月1日 - 創立20周年記念式典挙行。
- 1979年12月1日 - 創立30周年記念式典挙行。
- 1998年11月7日 - 創立50周年記念式典挙行。

## 交通
- 鹿児島市電　谷山電停より徒歩約15分
- JR指宿枕崎線　谷山駅より徒歩約10分
- 鹿児島交通　「南高校前」バス停より徒歩約2分

## 著名な卒業生
文化
- 荒川健 - ゲームクリエーター
- 森山ヒロカズ - CGデザイナー

芸能
- 長渕剛 - シンガーソングライター
- 小田祐一郎 - お笑い芸人、だーりんず

スポーツ
- 井口基史 - プロバスケットボールチームゼネラルマネージャー
- 伊地知美姫 - ハンドボール選手
- 市ヶ谷廣輝 - フェンシング選手（バルセロナオリンピック・アトランタオリンピック日本代表）
- 稲森奈見 - 柔道家（グランドスラム2014東京・2015東京・2016チュメニ金メダル、同2015チュメニ銀メダル、同2018大阪銅メダル）
- 久保紀子 - フェイシング選手（アトランタオリンピック日本代表）
- 幸田奈々 - 柔道家（2019年夏季ユニバーシアード金メダル）
- 小瀬戸俊昭（谷山高校） - バレーボール選手（1964年東京オリンピック男子銅メダル）
- 大工園彩夏 - バレーボール選手
- 高山莉加 - 柔道家（グランドスラム2016チュメニ・2018エカテリンブルグ金メダル、同2016東京・2019エカテリンブルグ銅メダル）
- 永田唯 - ビーチバレー選手
- 西田祥吾 - フェンシング選手（北京オリンピック日本代表）
- 濵田尚里 - 柔道家（2014年サンボ世界選手権金メダル、2018年世界柔道選手権大会金メダル、2020年東京オリンピック金メダル）